# Carl zu Castell-Castell (Offizier, 1801)
Friedrich Carl Christian August Graf von Castell (* 8. Dezember 1801 auf Schloss Castell bei Würzburg, Unterfranken, Bayern; † 2. März 1850 in Wiesbaden, Hessen) war Mitbegründer, Vizepräsident und Geschäftsführer des „Mainzer Adelsvereins“ sowie herzoglich nassauischer Oberst im Kriegsministerium.

## Familie
Er entstammte dem alten fränkischen Ritter- und Adelsgeschlecht Castell und war das jüngste Kind des Friedrich Karl Graf zu Castell-Castell (1766–1810), Herr zu Castell, und der Sophie Charlotte Prinzessin zu Loewenstein-Wertheim-Virneburg (1771–1823).
Graf Castell heiratete am 18. Juli 1837 in Zaro (Dalmatien, Kroatien) Sylvine Gräfin Vetter von Lilienberg (* 4. März 1810; † 10. Juli 1872 in Wiesbaden, Hessen), die Tochter des Wenzel Graf Vetter von Lilienberg und der Therese Gräfin von Daun.

## Leben
Nach Privatunterricht auf Schloss Castell und militärischer Ausbildung im königlich bayerischen Kadetten-Korps, wechselte Castell im Jahr 1819 als Kornett in ein hannoversches Husaren-Regiment. 1833 verließ er die hannoversche Armee im Rang eines Majors und wechselte zur k.k. österreichischen Armee.
Im Jahre 1821 war Castell als Cornet, d. h. Fähnrich, in der 4. Schwadron des 3. Husaren-Regiments der hannoverschen Armee im Raum Göttingen stationiert. Er ging in diesem Jahr eine uneheliche Beziehung mit der Müllerstochter Wilhelmine Luise Müller in Lödingsen ein. Hieraus hervor ging ein uneheliches Kind: Dorothea Charlotte Wilhelmine Christine (* 22. März 1822 in Lödingsen; ~ 24. März 1822 ebd.). Konfirmiert wurde diese Tochter mit dem Familiennamen Castell im Jahre 1836 in Lödingsen. Diese heiratete am 13. Mai 1849 in Lödingsen den Ackermann Justus Friedrich August Busch aus Barterode.
1828 wirkte von Castell als Seconde-Lieutenant bei dem Königlich Hannoverschen 3. Husaren-Regiment und bewohnte im selben Jahr in Hannover eine Kellerwohnung im Haus Georgstraße 354.
Rund sechs Jahre war er in Mähren, Ungarn, Dalmatien und Wien stationiert. 1841 wurde er im Rang eines Hauptmanns zum österreichischen Regierungsadjutanten auf der Festung Mainz ernannt.

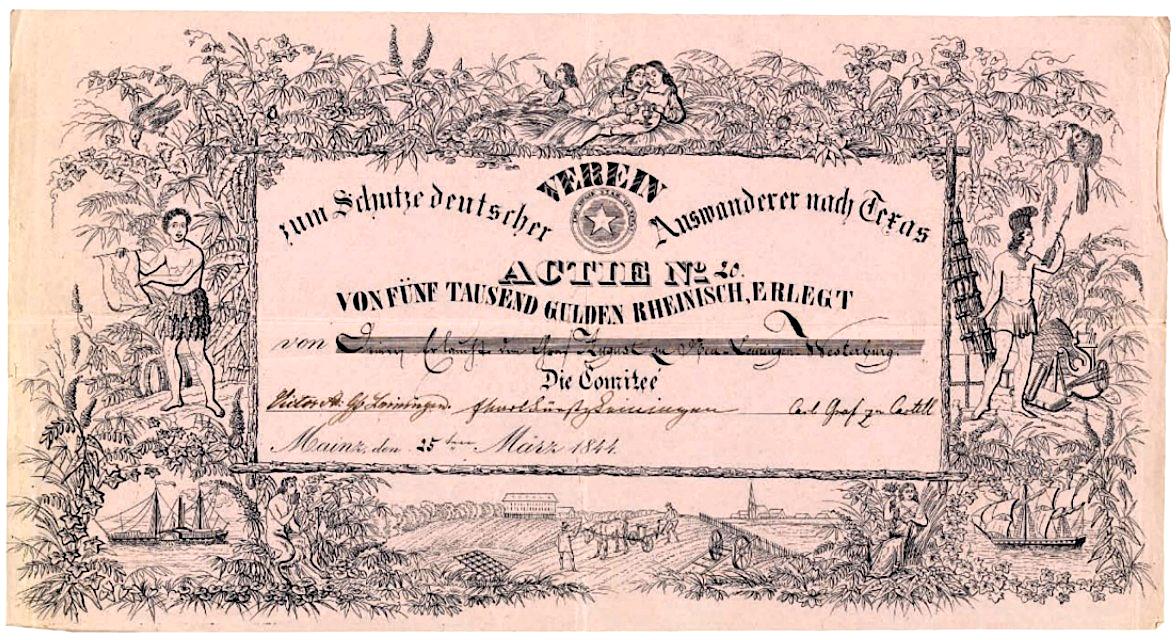
Aktie No. 20 vom „Verein zum Schutze deutscher Auswanderer nach Texas“ über 5000 Rheinische Gulden, 25. März 1844;
unterzeichnet in Mainz u. a. von „Carl Graf zu Castell“

Animiert durch verschiedene Bücher über Texas und durch den texanischen Unabhängigkeitskampf, gehörte er am 20. April 1842 nicht nur zu den Mitbegründern des „Mainzer Adelsvereins“ in Biebrich bei Wiesbaden, sondern wurde auch gleich zum Vizepräsidenten und Geschäftsführer gewählt. Unter seiner Führung wurde der „Adelsverein“ im März 1844 in eine Aktiengesellschaft umgewandelt.
Doch Mitte der 1840er-Jahre geriet der Verein in größte finanzielle Not, die nicht zuletzt auch durch Castell selbst verschuldet war, der zwar ein großes Interesse an der Kolonialisierung des Staates Texas hatte, doch finanziell wenig geschickt war. Im Jahr 1847 trat er als Geschäftsführer zurück und die Geschicke des „Adelsvereins“ wurden von August Freiherr von Bibra übernommen.
Schon 1846 war Castell Nachfolger von Joseph Graf von Boos zu Waldeck als Adjutant und Stallmeister des Herzogs Adolph von Nassau geworden, der auch Schirmherr des „Adelsvereins“ war.
Zu Beginn des Jahres 1850 war er gerade zum Oberst der Herzoglich Nassauischen Armee befördert und zum Abteilungsleiter im Kriegsministerium von Nassau ernannt, als er am 2. März an Leberversagen starb.
Die von deutschen Auswanderern ursprünglich am Nordufer des Llano Rivers gegründete, jetzt aber am Südufer gelegene Ortschaft Castell (Texas) im Llano County an der Grenze zum Mason County wurde nach ihm benannt.